# Shai Haddad
Shai Haddad (in ebraico שי חדד‎?; Ma'ale Adummim, 2 luglio 1987) è un ex calciatore israeliano, di ruolo difensore.

## Carriera
Ha giocato nella massima serie dei campionati israeliano e rumeno.